# 朱术琱
广元温裕王朱术琱（16世纪—1609年），又作朱术、朱术垌，明朝广元端恪王朱宪爀庶长子，明朝第三代广元王。
万历六年（1578年）封广元长子。万历九年（1581年）九月，辽王府宗理朱宪爀因久病，请求让朱术琱代行本府禮儀、鈐束宗室。明神宗认为宗室年老只能准許其子代行禮儀以示優老之意，但如果父亲健在而由儿子摄府事，儿子有自专的嫌疑，以后也可能再起争端，故仍令朱宪爀自行管理。
万历十年（1582年），朱宪爀去世。沅陵王朱致枇等六王揭发朱术琱，撫按勘明后，万历十三年（1585年）二月，因礼部请求，神宗敕令由朱术琱管理府事。同年，朱术琱袭封广元王。
万历十七年（1589年）四月，朱致枇去世，没有子孙。奉國將軍朱憲𢶃自称自己作为朱致枇的侄子应该承嗣，揭发朱术琱虐害他人、向民间非法索取财物，事下撫按勘奏，神宗因而申飭宗室不得诬告宗理。
万历三十七年（1609年），朱术琱去世。万历三十九年（1611年）十二月，赐谥号溫裕。朱术琱没有儿子，死后广元国除。